# Иван Краско (писатель)
Иван Краско (словац. Ivan Krasko, настоящее имя Ян Ботто; 12 июля 1876 или 12 июня 1876, Луковиштья, Банска-Бистрицкий край — 3 марта 1958[…], Братислава) — словацкий поэт, писатель и переводчик, представитель модернизма.

## Биография
Родился в крестьянской семье. Его дальним родственником был известный словацкий поэт-романтик Ян Ботто. После окончания Брашовской гимназии в 1896 году, вернулся домой и помогал родителям в домашнем хозяйстве. В 1900—1905 изучал курс химического машиностроения в Праге. Позже некоторое время работал химиком на предприятиях Богемии.
Участник Первой мировой войны. В рядах австро-венгерской армии сражался на Восточном фронте. После окончания войны вернулся в Чехословакию, занялся активной политической деятельностью, избирался членом парламента и депутатом от республиканской аграрной партии. Сторонник чехословацкой государственности и национально-ориентированной политики.
Кроме политической деятельности, занимался научной работой в области химии. В 1923 ему была присуждена ученая степень доктора технических наук.
В основном проживал в Братиславе, но во время Второй мировой войны в 1943 году переехал в Пьештяни, где прожил до 1958 года. Умер 3 марта 1958 года в Братиславе, похоронен на родине в д. Луковиштья.

## Творчество
Писать стихи Иван Краско начал ещё учась в гимназии. Первая публикация стихов поэта под названием «Pieseň nášho ľudu» («Песни нашего народа») состоялась в журнале «Slovenské pohľady» в 1896 году. Свои произведения под псевдонимом Янко Цыган печатал до второй половины 1900-х годов, после чего изменил творческий псевдоним на Иван Краско (взял русское имя Иван или Ян по-словацки, и Краско по названию соседней деревни Красково).
Основная тема произведений Краско — социальное неравенство словацкого общества, сопротивление мадьяризации словацкого народа, критика пассивности молодого поколения, а также его личные духовные переживания.
Занимался переводами произведений литературы и текстов с румынского языка.
Произведения Ивана Краско оказали значительное влияние на словацкую, чешскую и европейскую поэзию. Он считается одним из выдающихся поэтов современной Словакии, стихи которого были переведены на несколько европейских языков.

## Избранная библиография

### Поэзия
- Pieseň nášho ľudu, (1896)
- Deň spásy, (1902)
- Za búrnej, čiernej noci, (1902)
- Сборник стихов Lístok, (1905—1906)
- List slečne Ľ. G., (1906)
- Jehovah, (1906)
- Poznanie, (1906)
- Nox et solitudo (Noc a samota), сборник стихов, предисловие к которому написал Светозар Гурбан-Ваянский) (1909)
- Noc a Ja, поэма в прозе (1910)
- Verše, сборник стихов (1912)
- Svätopluk, (1913)
- Moje piesne, сборник стихов (1952)
- Nad ránom…, избранная поэзия (1961) и др.

### Проза
- Naši, (1907),
- Sentimentálne príhody I a II (1908)
- List mŕtvemu (1911)
- Archanjel Michal, nástenná maľba v starobylom kostole na Kraskove, (1932)
- Pôvod dedín Kraskova a Lukovíšť, (1937) и др.

## Память

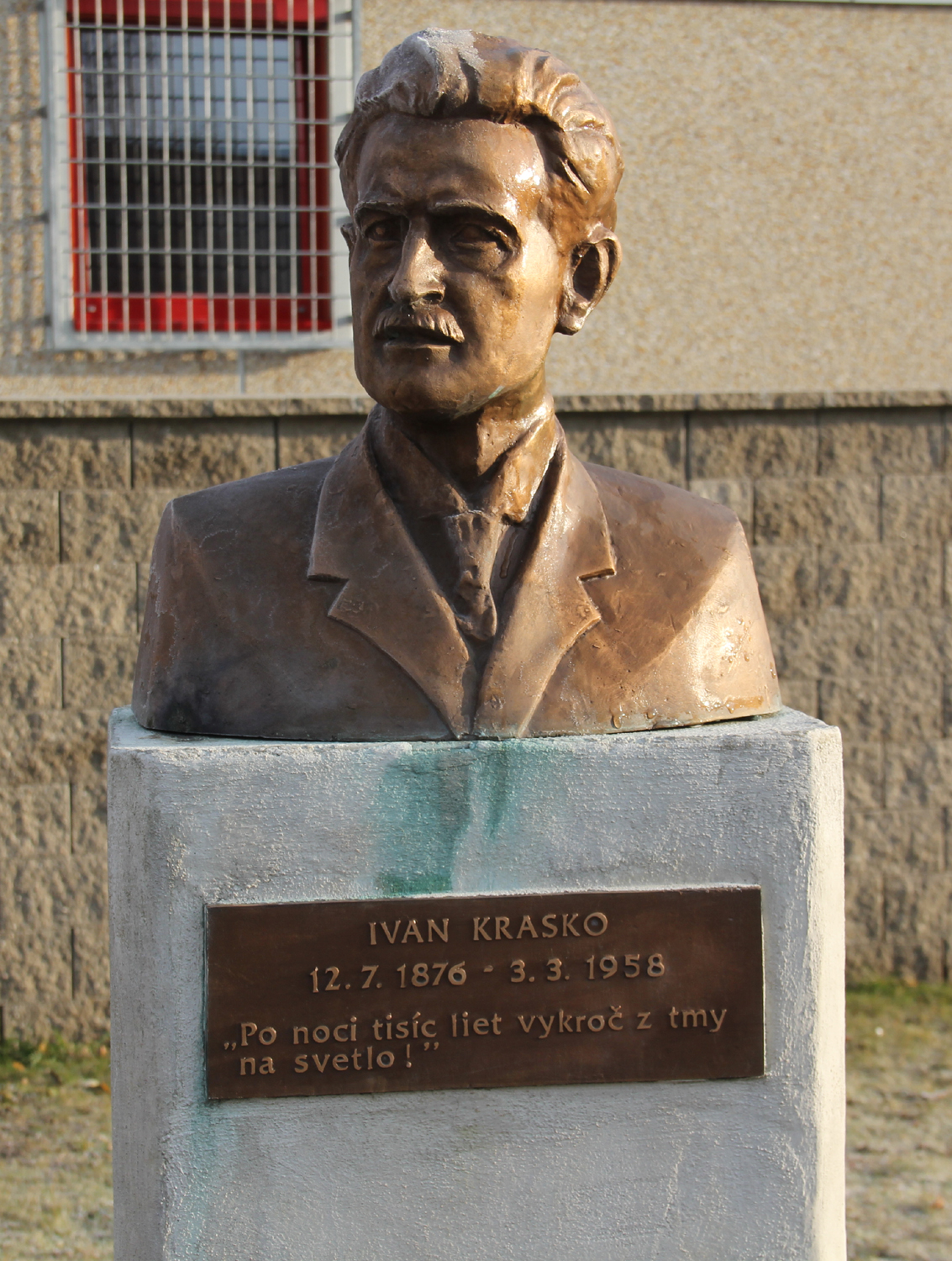
Бюст поэта Ивана Краско в г. Римавска-Собота

- В г. Пьештяни в 1976 году открыт мемориальный дом-музей, посвященный жизни и деятельности Ивана Краско.
- Там же его именем названа одна из улиц города и установлен бюст поэта.
- Бюст поэта Ивана Краско в г. Римавска-Собота.